# Văn hóa tiểu thương Hồng Kông

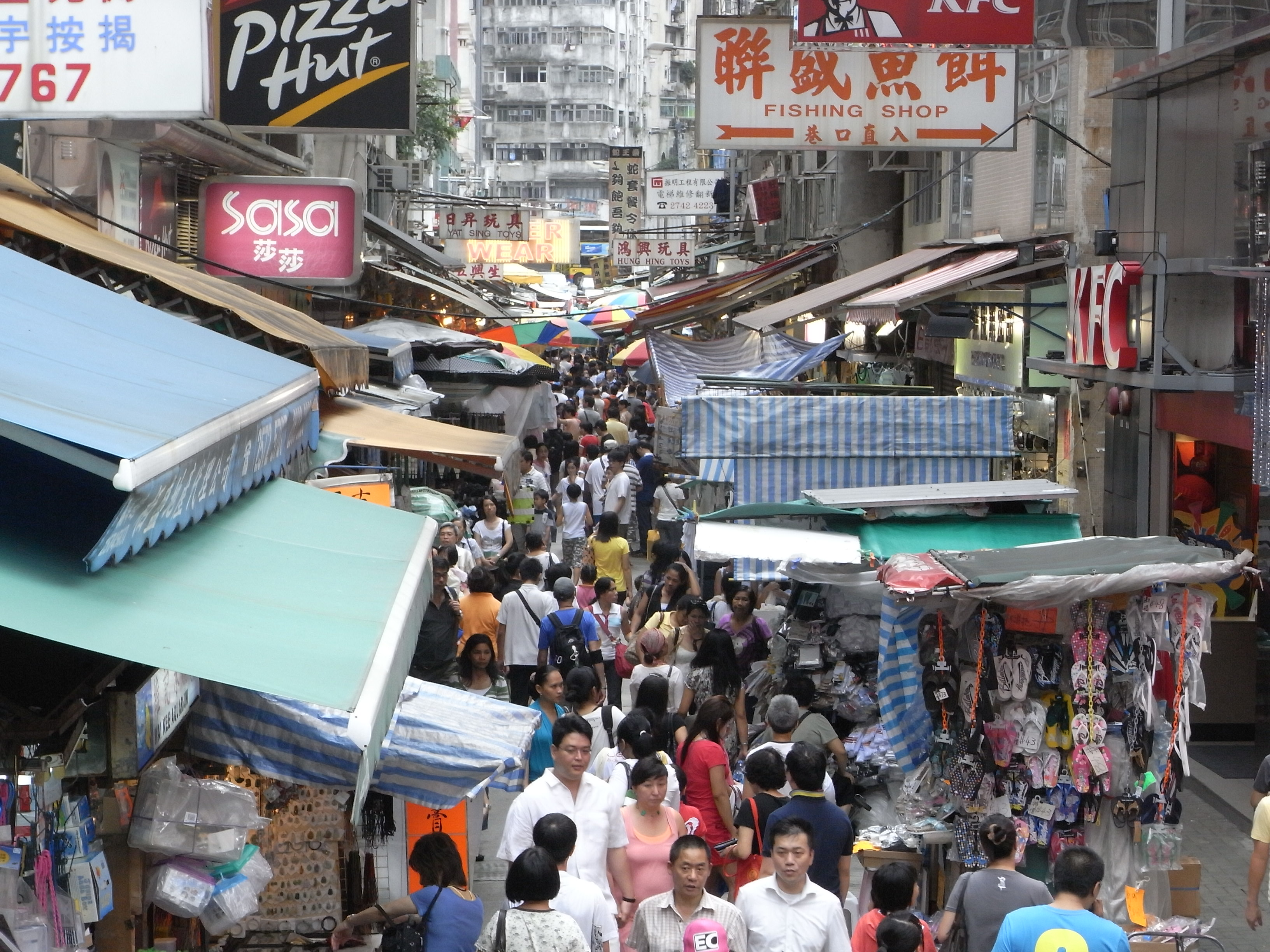
Một khu chợ phố ở vùng Loan Tử (Wan Chai) năm 2010

Tiểu thương ở Hồng Kông (tiếng Trung: 小販; bính âm: xiǎo fàn; Việt bính: siu2 faan5; Hán-Việt: tiểu phiến) là những người bán thức ăn đường phố và hàng hóa giá rẻ. Họ có mặt ở các khu đô thị và tương tự là các thị trấn mới, mặc dù các quận nhất định như Vượng Giác (Mong Kok), Thâm Thủy Phụ (Sham Shui Po) và Quan Đường (Kwun Tong) vốn nổi tiếng với sự tập trung dày đặc các tiểu thương buôn bán tấp nập.

## Lịch sử

### Những năm 1940–1960: Dòng người di cư từ vùng nông thôn Trung Quốc đại lục

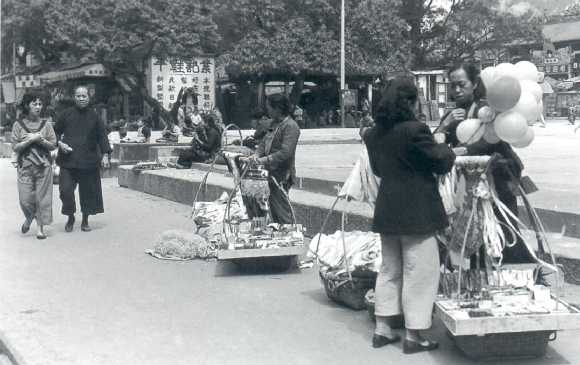
Những người bán hàng rong trên con phố Miếu Nhai, Hồng Kông năm 1950

Trong khoảng những năm 1940-1960, có một làn sóng ồ ạt những người di cư từ các vùng nông thôn Trung Quốc đại lục chạy sang Hồng Kông do sự bất ổn chính trị tại Trung Quốc lúc này (hệ quả từ Nội chiến Quốc-Cộng và Cách mạng Văn hóa) cũng như là nạn đói. Nhiều người trong số những dân di cư này không được đào tạo tay nghề và không có học thức, nên đã trở thành những người bán hàng rong để kiếm sống với chi phí đầu tư thấp, hàng ngày bán những nhu yếu phẩm như thức ăn và quần áo cho những người thuộc tầng lớp công nhân.